# Casas-Ibáñez
Casas-Ibáñez – gmina w Hiszpanii, w prowincji Albacete, w Kastylii-La Mancha, o powierzchni 103,22 km². W 2011 roku gmina liczyła 4843 mieszkańców.